# Congonhas
Pour les articles homonymes, voir Congonhas (homonymie).
Congonhas est une petite ville de l'État du Minas Gerais, au Brésil.

## Monuments
- Sanctuaire de Bom Jesus de Matosinhos, édifié en 1757 pour Feliciano Mendes, aventurier portugais originaire de Guimarães. Cette construction de style baroque, la toute première de la ville, n'était primitivement qu'un petit oratoire avec une petite croix. Dans le sanctuaire se trouvent des sculptures d'Aleijadinho.

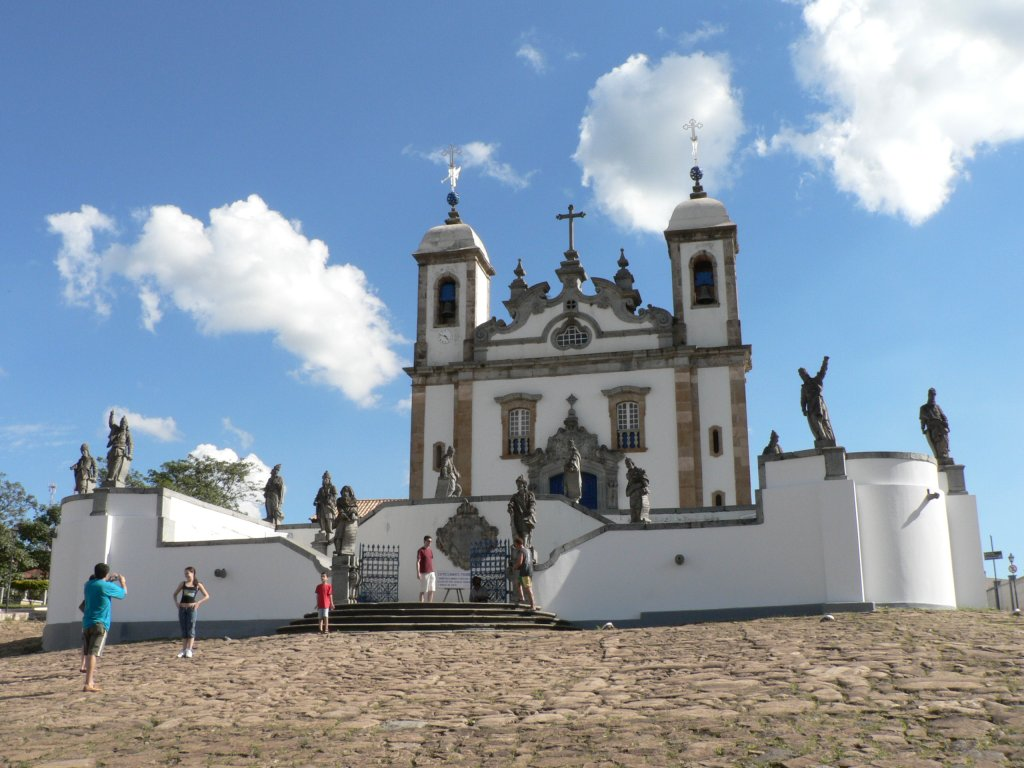
L'église du sanctuaire.
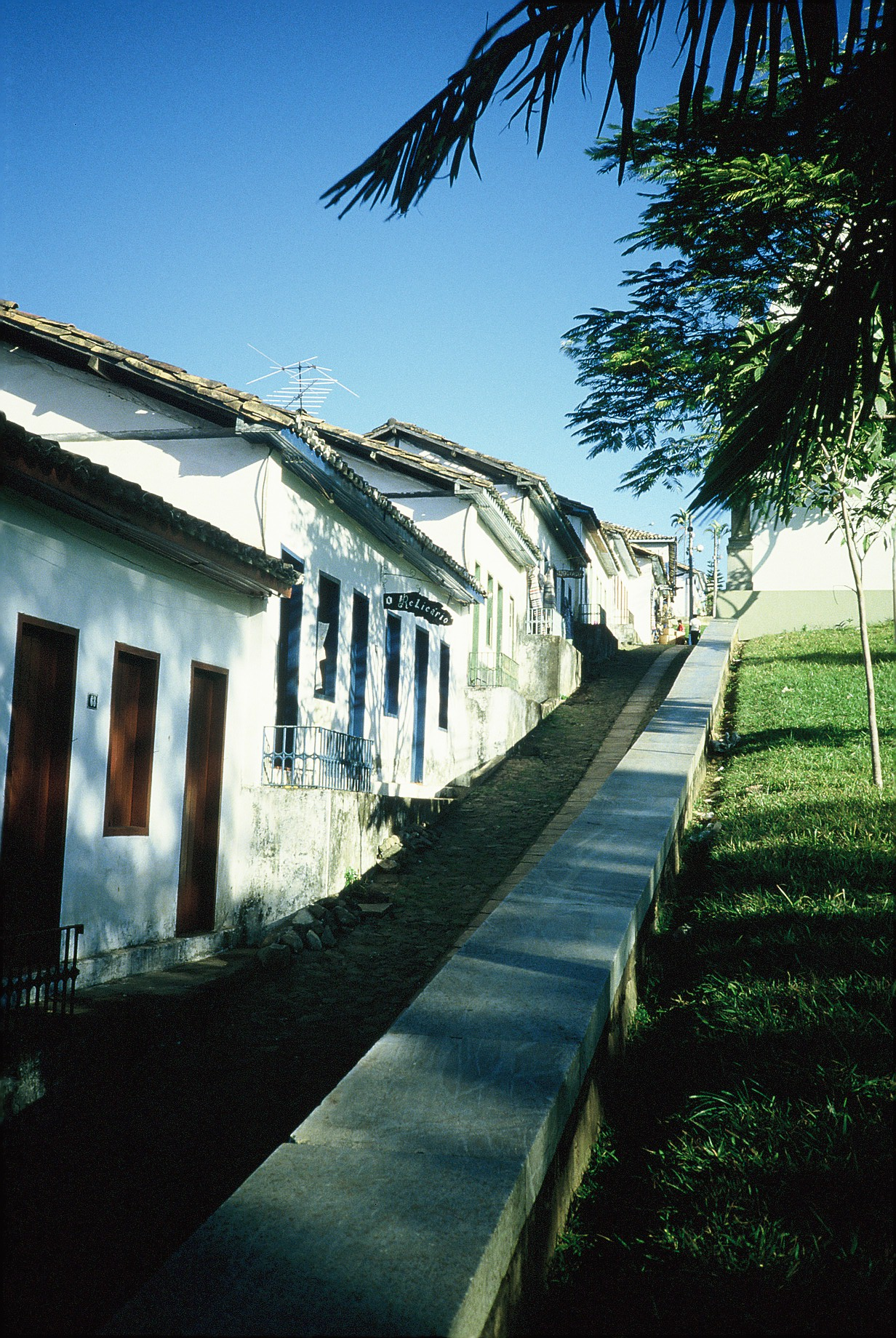
Beco dos Canudos, ancienne hôtellerie des pèlerins, aujourd'hui marché d'artisanat.
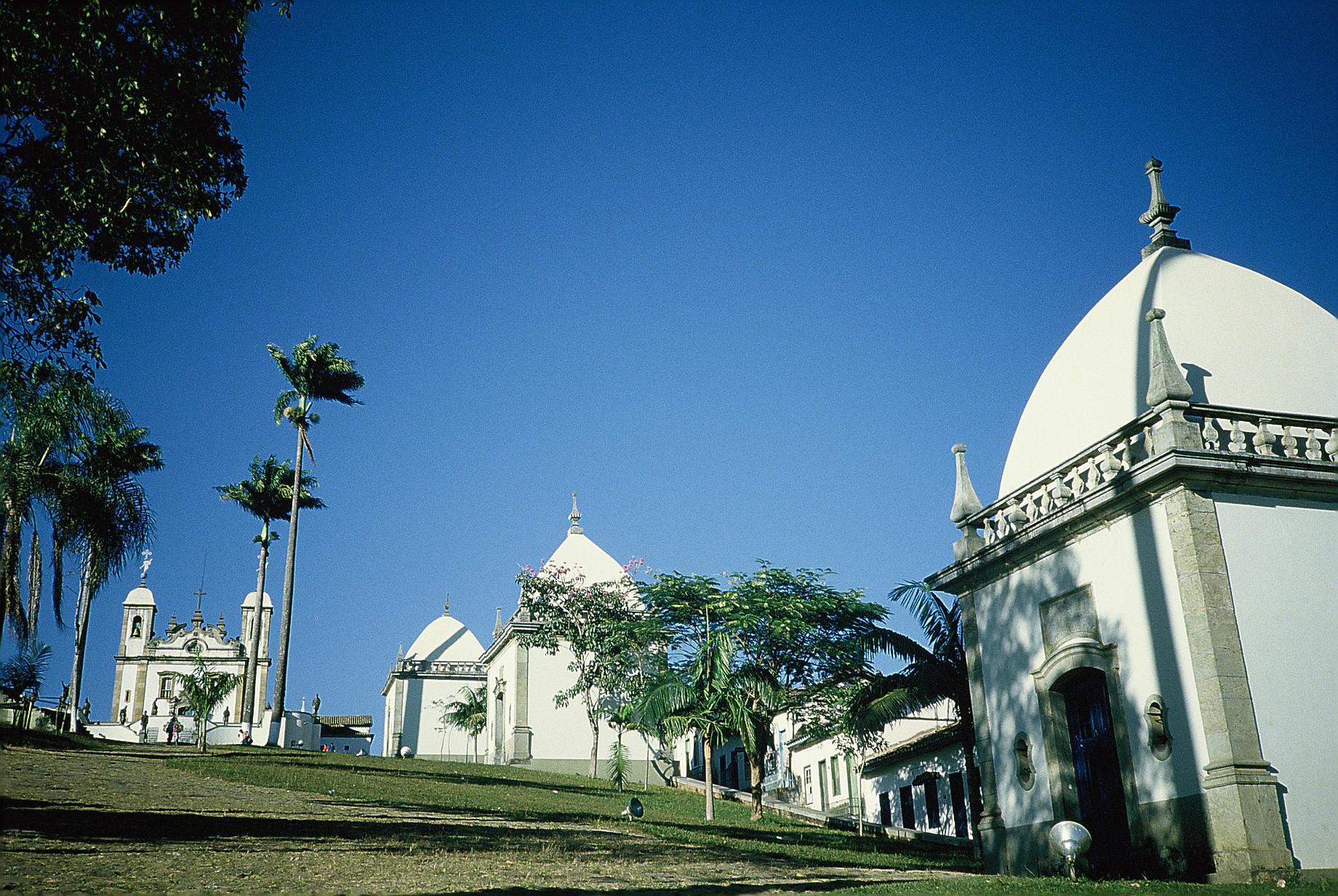
Vue du Sanctuaire depuis les jardins Passos da Paixão.
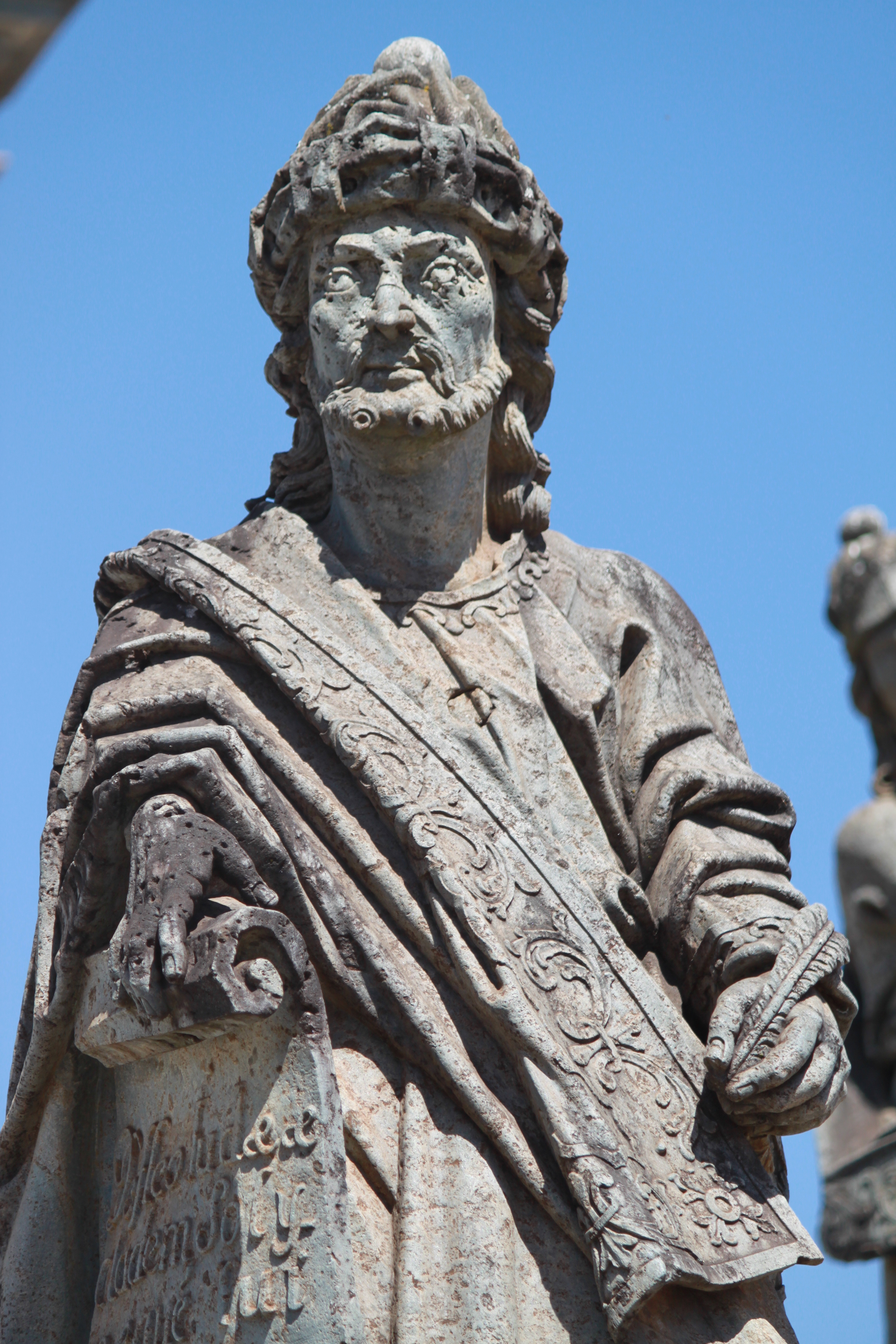
Jérémie, un des 12 prophètes créés par Aleijadinho.

## Personnalités liées à Congonhas
- Zé Arigó, (1922-1971), médium, est né à quelques kilomètres.

## Maires
| Période | Période | Identité              | Étiquette | Qualité |
| ------- | ------- | --------------------- | --------- | ------- |
| 2009    | 2012    | Anderson Costa Cabido | PT        |         |